# ライモンダス・ルムシャス
ライモンダス・ルムシャス（Raimondas Rumšas、1972年1月14日 - ）は、リトアニア、シィルテー出身の元自転車競技（ロードレース）選手。

## 経歴
1996年にプロに転向。
1999年、セッティマナ・チクリスタ・ロンバルディア総合優勝、ツール・ド・ポローニュ区間2勝などの実績を挙げる。
2000年、ファッサ・ボルトロに移籍。ジロ・ディ・ロンバルディアを制覇。ブエルタ・ア・エスパーニャでは総合5位と健闘。
2001年、国内選手権・個人ロード制覇、バスク一周総合優勝を果たす。
2002年、ランプレに移籍。同年のツール・ド・フランスに、最初で最後の出場を果たす。ピレネー山脈、モン・ヴァントゥ、アルプス山脈という、厳しい山岳ステージが続いた大会だったが、その山岳ステージでいずれも健闘。総合3位に入った。しかしツール最終日の同年7月28日、夫人のエディタ・ルムシャスが大量の禁止薬物所持（エリスロポエチン、アナボリックステロイド、テストステロン等）により、フランス当局に身柄を拘束される事件が発生。当人には陽性反応が出なかったものの、事の重大さを考慮し、同日限りでランプレとの契約が打ち切られた。
しかし2003年にランプレに復帰。ジロ・デ・イタリアに出場。総合6位に入る。ところがジロ終了後、自身の体内からエリスロポエチン(EPO)陽性反応が出たことから、1年間の出場停止処分が下されるとともに、同年限りでランプレとの契約が打ち切られる。
2004年8月5日、アクア・エ・サポーネへの移籍が決まったが、同年限りで契約打ち切り。2005年シーズンはチーム無所属の形で活動し、国内選手権・個人タイムトライアル制覇、個人ロードレース2位の実績を挙げたが、ロードレース選手としては、これが事実上最後の実績となった。
2006年1月、共犯の妻のエディタ（罰金刑）、ポーランド人医師（懲役1年）とともに、フランスのボンヌヴィル裁判所で一連のドーピング事件にかかる判決が下され、自身には懲役4ヶ月の実刑が言い渡された。 